# Glitz
Glitz —  АПИ для 3D-графики в виде библиотеки. Glitz предоставляет аппаратное ускорение 2D-графики средствами OpenGL.. Glitz является программным обеспечением с исходным кодом, распространяющимся по лицензии MIT. Проект размещается на freedesktop.org. В данный момент его поддержка не осуществляется.

## Представляемые средства
Glitz умеет делать всё то же, что и XRender. А именно:
- Альфа-канал
- Сглаживание
- Субпиксельный рендеринг
- Отрисовку геометрических фигур и текста
- Геометрические преобразования, такие как параллельный перенос, вращение и масштабирование

Как и XRender, Glitz имеет свои ключевые особенности процесса комбинирования изображения с фоном.
На момент разработки Glitz могла делать то, что средствами XRender сделать было нельзя:
- Цветной градиент
- Свёртку

При помощи OpenGL, Glitz реализует такие функции как мультитекстурирование, шейдеры, буфер вершин. По большому счёту, значительная часть Glitz является «оберткой» OpenGL, что позволяет программисту думать в терминах «поверхности холста», а не об окне, о пиксельной буферизации.

## Программное обеспечение использующее Glitz
Glitz является ключевым компонентом сервера Xgl X, который использовался по умолчанию в большинстве GNU/Linux дистрибутивах. Тем не менее, Xgl в настоящее время по большей части заменен на AIGLX. Более популярная графическая библиотека Cairo поддерживает Glitz в качестве движка, это означает что всего лишь несколько строчек кода использующих Cairo позволят приложению пользоваться графическим оборудованием.